# Frank Agrama
Frank Agrama, nato Farouk Agrama (Alessandria d'Egitto, 1º gennaio 1930 – Los Angeles, 25 aprile 2023), è stato un regista e produttore cinematografico egiziano.

## Biografia
Fondatore e amministratore delegato della società di produzione Harmony Gold, fu produttore del film Robotech: The Shadow Chronicles e di altri film di animazione della serie Robotech. Nell'ottobre 2012 fu condannato a 3 anni di reclusione dal tribunale di Milano, nell'ambito di un procedimento riguardante la compravendita di diritti televisivi nel quale era coinvolto anche Silvio Berlusconi; la sentenza fu confermata in appello nel 2013 e in Cassazione il 1º agosto 2013. Per questo fatto Berlusconi finisce invece ai servizi sociali nell'aprile 2014. Secondo le motivazioni risalenti all'estate 2012 del dispositivo dell'inchiesta Mediatrade di Roma, Frank Agrama non era (come invece ritenuto dai PM) "socio occulto" di Silvio Berlusconi. Per i Berlusconi e tutti gli altri imputati questo filone si chiuse con l'archiviazione.
Successivamente il produttore rimase coinvolto anche nel processo Mediatrade-Rti, durante il quale il 22 maggio 2014 il PM De Pasquale chiede 3 anni e 2 mesi di carcere per Pier Silvio Berlusconi, 3 anni e 4 mesi per Fedele Confalonieri, 3 anni e 8 mesi per Frank Agrama (il presunto socio occulto di Silvio Berlusconi nella compravendita dei diritti tv) e altre condanne per alcuni manager del gruppo. Con l'assoluzione in primo grado dell'8 luglio seguente uscirono assolti dal processo tutti gli imputati, compreso Agrama. Il 17 marzo 2016 la Corte d'Appello di Milano confermò l'assoluzione di Agrama, mentre i pm chiedevano 3 anni e 8 mesi. Il verdetto poté propiziargli in Svizzera lo sblocco dei 148 milioni di dollari sequestratigli dal 2005 che avrebbero dovuto coprire i 2.155.000 euro di spese del processo

### Vita privata
Fu per qualche tempo sentimentalmente legato alla cantante Marcella Michelangeli. Nel 1971 entrambi furono arrestati per possesso di droga, ma vennero rilasciati pochi giorni dopo.

## Filmografia

### Regista
- L'amico del padrino (1972)
- Queen Kong (1976)
- Dawn of the Mummy (1981)

### Produttore
- Robotech The Movie (1986) - Produttore esecutivo
- The World of the Talisman (1987)
- Robotech II: The Sentinels (1987)
- Lensman: Power of the Lens (1987) - Produttore esecutivo
- Lensman: Secret of the Lens (1988) - Produttore esecutivo
- Il giro del mondo in 80 giorni (1989)
- Sherlock Holmes and the Leading Lady (1992)
- The Lost World (1992)
- Heidi (1993)
- Ritorno al mondo perduto (1994)
- American Strays (1996) - Produttore esecutivo
- Road Ends (1997)
- Robotech: Battlecry (2002) (videogioco) - Produttore esecutivo
- Robotech: The Shadow Chronicles (2006) - Produttore esecutivo